# Cuffies
Cuffies ist eine nordfranzösische Gemeinde mit 1.760 Einwohnern (Stand: 1. Januar 2022) im Département Aisne in der Region Hauts-de-France. Die Gemeinde gehört zum Arrondissement Soissons und zum Kanton Soissons-1.

## Geographie
Cuffies liegt als banlieue im Norden von Soissons am Fluss Aisne, der die südliche Gemeindegrenze bildet.

### Nachbargemeinden
Umgeben ist Cuffies von den Nachbargemeinden Chavigny im Norden und Nordwesten, Leury im Nordosten, Crouy im Osten, Soissons im Süden sowie Pasly im Westen und Südwesten.

## Bevölkerungsentwicklung
| 1962                       | 1968 | 1975 | 1982 | 1990 | 1999 | 2006 | 2018 |
| -------------------------- | ---- | ---- | ---- | ---- | ---- | ---- | ---- |
| 1534                       | 1598 | 1473 | 1279 | 1320 | 1496 | 1698 | 1786 |
| Quellen: Cassini und INSEE |      |      |      |      |      |      |      |

## Sehenswürdigkeiten
- Kirche Saint-Martin
- Kapelle Saint-Laurent in Vauxrot (auch Kapelle La Verrerie genannt)

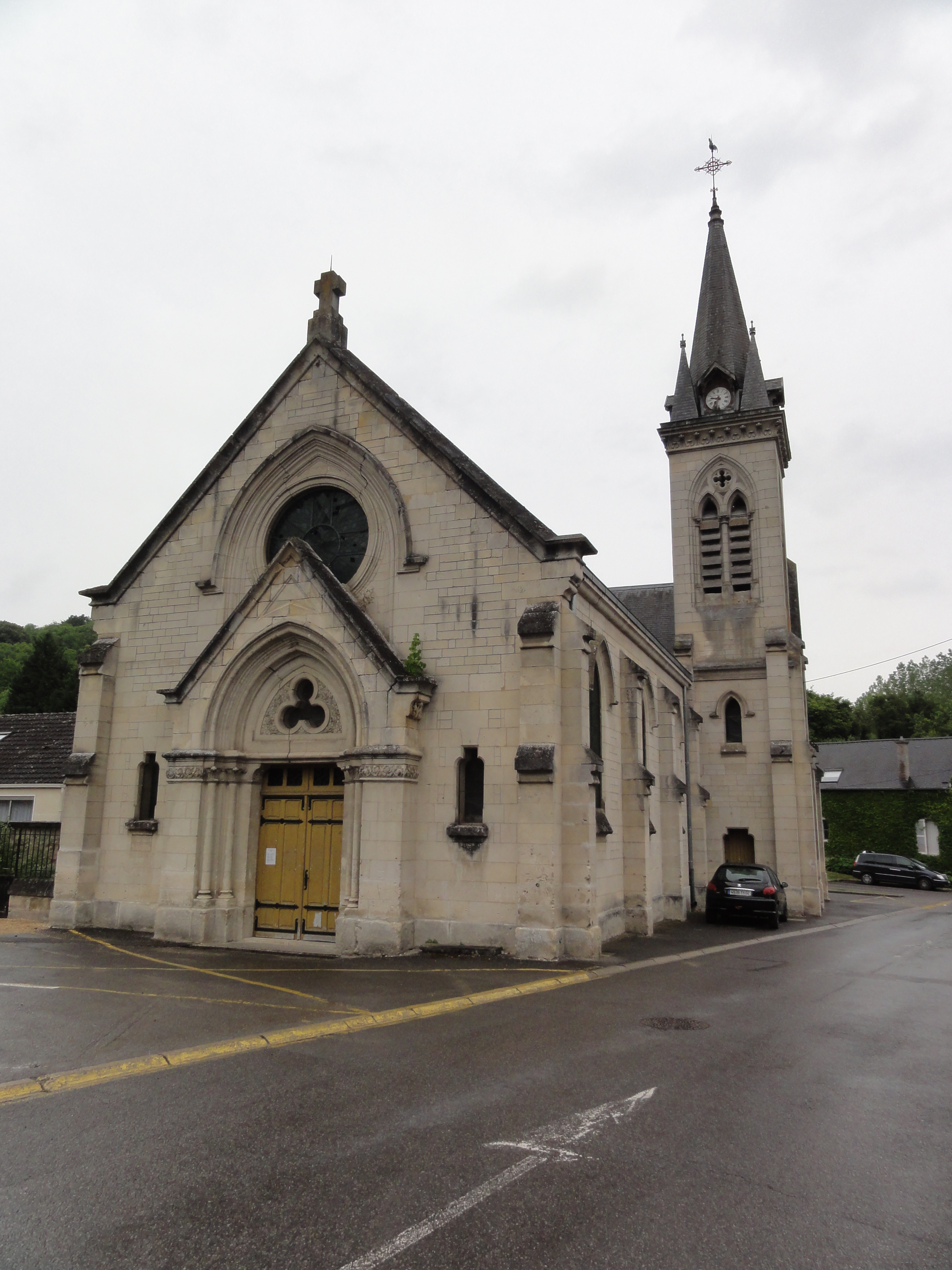
Kirche Saint-Martin
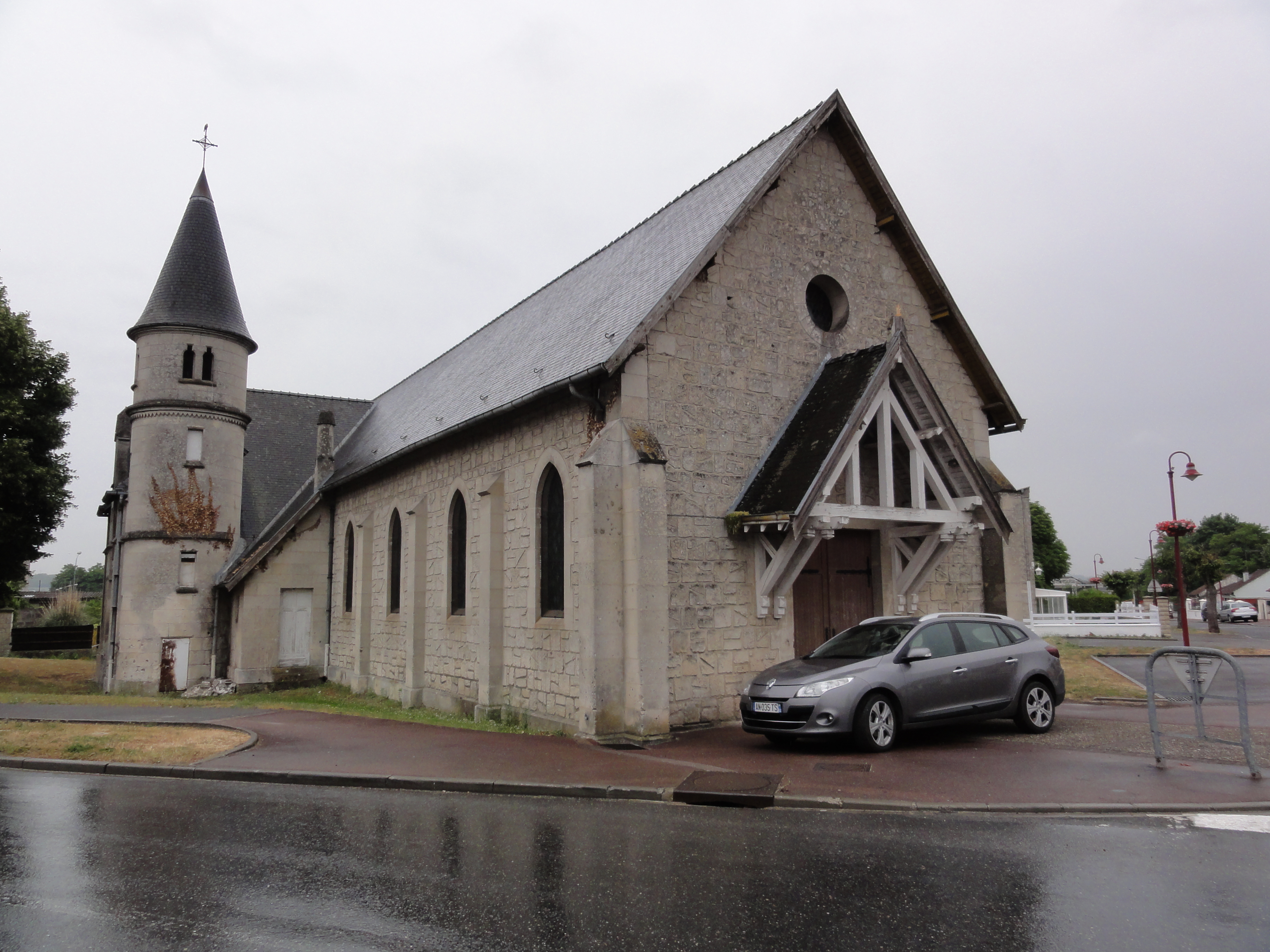
Kapelle Saint-Laurent